# Блу-Ридж-Самміт (Пенсільванія)
Блу-Ридж-Самміт (англ. Blue Ridge Summit) — переписна місцевість (CDP) в США, в окрузі Франклін штату Пенсільванія. Населення — 887 осіб (2020).

## Географія
Блу-Ридж-Самміт розташований за координатами 39°43′32″ пн. ш. 77°28′9″ зх. д. / 39.72556° пн. ш. 77.46917° зх. д. (39.725508, -77.469056).  За даними Бюро перепису населення США в 2010 році переписна місцевість мала площу 1,86 км², уся площа — суходіл.

## Демографія
Згідно з переписом 2010 року, у переписній місцевості мешкала 891 особа в 382 домогосподарствах у складі 231 родини. Густота населення становила 479 осіб/км².  Було 413 помешкання (222/км²).
Расовий склад населення:
| - 92,9 % — білих - 2,2 % — азіатів - 1,8 % — чорних або афроамериканців - 0,3 % — корінних американців - 1,5 % — осіб інших рас |

До двох чи більше рас належало 1,2 %. Частка іспаномовних становила 1,8 % від усіх жителів.
За віковим діапазоном населення розподілялося таким чином: 22,1 % — особи молодші 18 років, 63,3 % — особи у віці 18—64 років, 14,6 % — особи у віці 65 років та старші. Медіана віку мешканця становила 40,8 року. На 100 осіб жіночої статі у переписній місцевості припадало 111,1 чоловіків;  на 100 жінок у віці від 18 років та старших — 107,8 чоловіків також старших 18 років.
Середній дохід на одне домашнє господарство  становив 59 607 доларів США (медіана — 43 487), а середній дохід на одну сім'ю — 66 226 доларів (медіана — 46 071). За межею бідності перебувало 7,4 % осіб, у тому числі 10,8 % дітей у віці до 18 років та 18,5 % осіб у віці 65 років та старших.
Цивільне працевлаштоване населення становило 517 осіб. Основні галузі зайнятості: освіта, охорона здоров'я та соціальна допомога — 19,1 %, мистецтво, розваги та відпочинок — 16,1 %, науковці, спеціалісти, менеджери — 15,5 %.